# Sebastian Aho
Sebastian Antero Aho (Rauma, 26 luglio 1997) è un hockeista su ghiaccio finlandese.

## Palmarès

### Mondiali
- 1 medaglia:
  - 1 argento (Russia 2016)

### Mondiali giovanili
- 1 medaglia:
  - 1 oro (Finlandia 2016)

### Mondiali Under 18
- 1 medaglia:
  - 1 argento (Svizzera 2015)